# Pentamera calcigera
Pentamera calcigera is een zeekomkommer uit de familie Phyllophoridae.
De wetenschappelijke naam van de soort werd in 1851 gepubliceerd door William Stimpson.

## Synoniemen
- Cucumaria korenii Lütken, 1857[1]